# Paral·lel 30° nord
El paral·lel 30° nord és una línia de latitud que es troba a 30 graus nord de la línia equatorial terrestre. Es troba a una tercera part del camí entre l'equador i el pol Nord i travessa Àfrica, Àsia, l'oceà Pacífic, Amèrica del Nord i l'oceà Atlàntic.
És la frontera sud aproximada de les latituds del cavall a l'hemisferi nord, la qual cosa significa que bona part de la superfície que toca el paral·lel 30 és àrida o semiàrida. Si hi hagué una font de vent d'un cos d'aigua, la zona més probable és que seria subtropical. Ciutats importants en el paral·lel 30º Nord són Guiza a Egipte, la ciutat de Nova Orleans als Estats Units i les ciutats xineses de Chengdu i Ya'an.

## Dimensions
Conforme el sistema geodèsic WGS84, en el nivell de latitud 30° N, un grau de longitud equival a 96,48 kml'extensió total del paral·lel és per tant 34.735 km, prop de 87% de l'extensió de l'equador, de la qual aquest paral·lel dista 3.320 km, distant 6.682 km del pol Nord no obstant això considerant a geometria de la terra, una esfera perfecta, el meridià de la qual és patró correspon les 40.000.000 parts iguals (segons els termes de la convenció internacional per al sistema mètric universal) el paral·lel 30º dista del pol superior exactament 6.666.666,66 m.

## Al voltant del món
A partir del Meridià de Greenwich i cap a l'est, el paral·lel 30° nord passa per:
| Coordenades                               | País, territori o mar        | Notes |
| ----------------------------------------- | ---------------------------- | --- |
| 30° 0′ N, 0° 0′ E / 30.000°N,0.000°E      | Algèria                      | |
| 30° 0′ N, 9° 28′ E / 30.000°N,9.467°E     | Líbia                        | |
| 30° 0′ N, 24° 56′ E / 30.000°N,24.933°E   | Egipte                       | |
| 30° 0′ N, 34° 32′ E / 30.000°N,34.533°E   | Israel                       | |
| 30° 0′ N, 35° 11′ E / 30.000°N,35.183°E   | Jordània                     | |
| 30° 0′ N, 38° 0′ E / 30.000°N,38.000°E    | Aràbia Saudita               | |
| 30° 0′ N, 43° 38′ E / 30.000°N,43.633°E   | Iraq                         | |
| 30° 0′ N, 47° 9′ E / 30.000°N,47.150°E    | Kuwait                       | Continent i l'illa de Warbah                                                                                |
| 30° 0′ N, 48° 9′ E / 30.000°N,48.150°E    | Golf Pèrsic                  | |
| 30° 0′ N, 48° 16′ E / 30.000°N,48.267°E   | Iraq                         | |
| 30° 0′ N, 48° 27′ E / 30.000°N,48.450°E   | Iran                         | |
| 30° 0′ N, 48° 40′ E / 30.000°N,48.667°E   | Golf Pèrsic                  | |
| 30° 0′ N, 49° 33′ E / 30.000°N,49.550°E   | Iran                         | Per uns 2 km                                                                                                |
| 30° 0′ N, 49° 34′ E / 30.000°N,49.567°E   | Golf Pèrsic                  | |
| 30° 0′ N, 50° 9′ E / 30.000°N,50.150°E    | Iran                         | |
| 30° 0′ N, 61° 0′ E / 30.000°N,61.000°E    | Afganistan                   | |
| 30° 0′ N, 66° 19′ E / 30.000°N,66.317°E   | Pakistan                     | Balutxistan Oriental Punjab                                                                                 |
| 30° 0′ N, 73° 33′ E / 30.000°N,73.550°E   | Índia                        | Rajasthan Punjab Haryana Uttar Pradesh Uttarakhand                                                          |
| 30° 0′ N, 80° 43′ E / 30.000°N,80.717°E   | Nepal                        | |
| 30° 0′ N, 82° 30′ E / 30.000°N,82.500°E   | República Popular de la Xina | Tibet Sichuan Chongqing Hubei Hunan Hubei Anhui Jiangxi Anhui Zhejiang — Passa just al nord de Ningbo       |
| 30° 0′ N, 121° 38′ E / 30.000°N,121.633°E | Mar de la Xina Oriental      | Badia de Hangzhou                                                                                           |
| 30° 0′ N, 121° 50′ E / 30.000°N,121.833°E | República Popular de la Xina | Zhejiang (illes de Jintang, Zhoushan i Mount Putuo)                                                         |
| 30° 0′ N, 122° 24′ E / 30.000°N,122.400°E | Mar de la Xina Oriental      | Badia de Hangzhou                                                                                           |
| 30° 0′ N, 129° 55′ E / 30.000°N,129.917°E | Japó                         | Illa de Kuchinoshima                                                                                        |
| 30° 0′ N, 129° 55′ E / 30.000°N,129.917°E | Oceà Pacífic                 | |
| 30° 0′ N, 115° 48′ O / 30.000°N,115.800°O | Mèxic                        | Baixa Califòrnia                                                                                            |
| 30° 0′ N, 114° 32′ O / 30.000°N,114.533°O | Golf de Califòrnia           | |
| 30° 0′ N, 112° 44′ O / 30.000°N,112.733°O | Mèxic                        | Sonora Chihuahua                                                                                            |
| 30° 0′ N, 104° 41′ O / 30.000°N,104.683°O | Estats Units                 | Texas — travessa Houston així com l'Aeroport Internacional George Bush Louisiana — travessa Nova Orleans[5] |
| 30° 0′ N, 89° 27′ O / 30.000°N,89.450°O   | Golf de Mèxic                | |
| 30° 0′ N, 88° 50′ O / 30.000°N,88.833°O   | Estats Units                 | Louisiana – Illes Chandeleur                                                                                |
| 30° 0′ N, 88° 50′ O / 30.000°N,88.833°O   | Golf de Mèxic                | |
| 30° 0′ N, 85° 30′ O / 30.000°N,85.500°O   | Estats Units                 | Florida |
| 30° 0′ N, 84° 22′ O / 30.000°N,84.367°O   | Golf de Mèxic                | Badia d'Apalachee                                                                                           |
| 30° 0′ N, 83° 51′ O / 30.000°N,83.850°O   | Estats Units                 | Florida |
| 30° 0′ N, 81° 19′ O / 30.000°N,81.317°O   | Oceà Atlàntic                | |
| 30° 0′ N, 9° 43′ O / 30.000°N,9.717°O     | Marroc                       | |
| 30° 0′ N, 5° 8′ O / 30.000°N,5.133°O      | Algèria                      | |